# Ivo Josipović
Ivo Josipović (Zagreb, 28 d'agost de 1957) és un polític croat i President de Croàcia des del 2010 al 2015. Josipović es va iniciar en política amb la secció croata de la Lliga dels Comunistes de Iugoslàvia (SKH-SKJ). Va jugar un rol decisiu en la transformació democràtica d'aquest partit, com a autor dels estatuts del nou partit SDP, que va substituir el SKH-SKJ. Es va retirar de la política el 1994, però hi va tornar el 2003 com a diputat independent. El 2008 va tornar a l'SDP i el 2010 va guanyar les eleccions presidencials. El 2015, després de cinc anys de govern va perdre la reelecció per un petit marge davant de l'opositora Kolinda Grabar-Kitarović. El maig d'aquell mateix any va fundar un nou partit polític.
A part de la política, Josipović també ha treballat de professor universitari, jurista, músic i compositor.